# Centromerus dacicus
Centromerus dacicus là một loài nhện trong họ Linyphiidae.
Loài này thuộc chi Centromerus. Centromerus dacicus được miêu tả năm 1980 bởi Dumitrescu & Georgescu.